# Lespouey
Lespouey ist eine französische Gemeinde mit 207 Einwohnern (Stand 1. Januar 2022) im Département Hautes-Pyrénées in der Region Okzitanien (vor 2016: Midi-Pyrénées). Sie gehört zum Arrondissement Tarbes und zum Kanton La Vallée de l’Arros et des Baïses.
Die Einwohner werden Lespoueysiens und Lespoueysiennes genannt.

## Geographie
Lespouey liegt circa acht Kilometer ostsüdöstlich von Tarbes in dessen Einzugsbereich (Aire urbaine) in der historischen Grafschaft Bigorre. Im Osten hat die Gemeinde einen Anteil am Stausee Lac de l’Arrêt-Darré
Umgeben wird Lespouey von den sieben Nachbargemeinden:
|                | Lansac                                      | Sinzos |
| Barbazan-Debat | Kompassrose, die auf Nachbargemeinden zeigt | Bordes |
| Calavanté      | Angos                                       | Lhez   |

## Einwohnerentwicklung

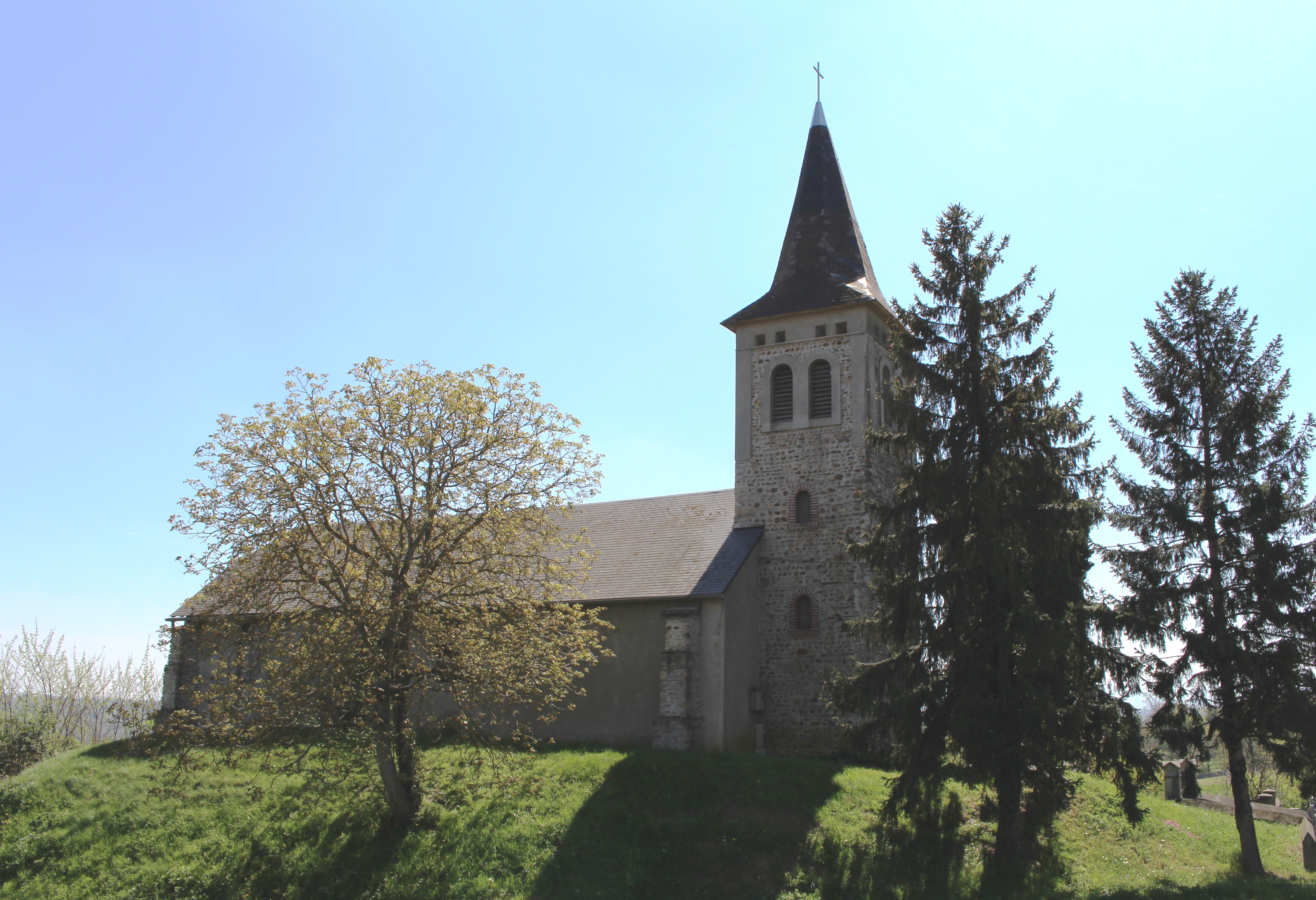
Pfarrkirche Saint-Jean-Baptiste

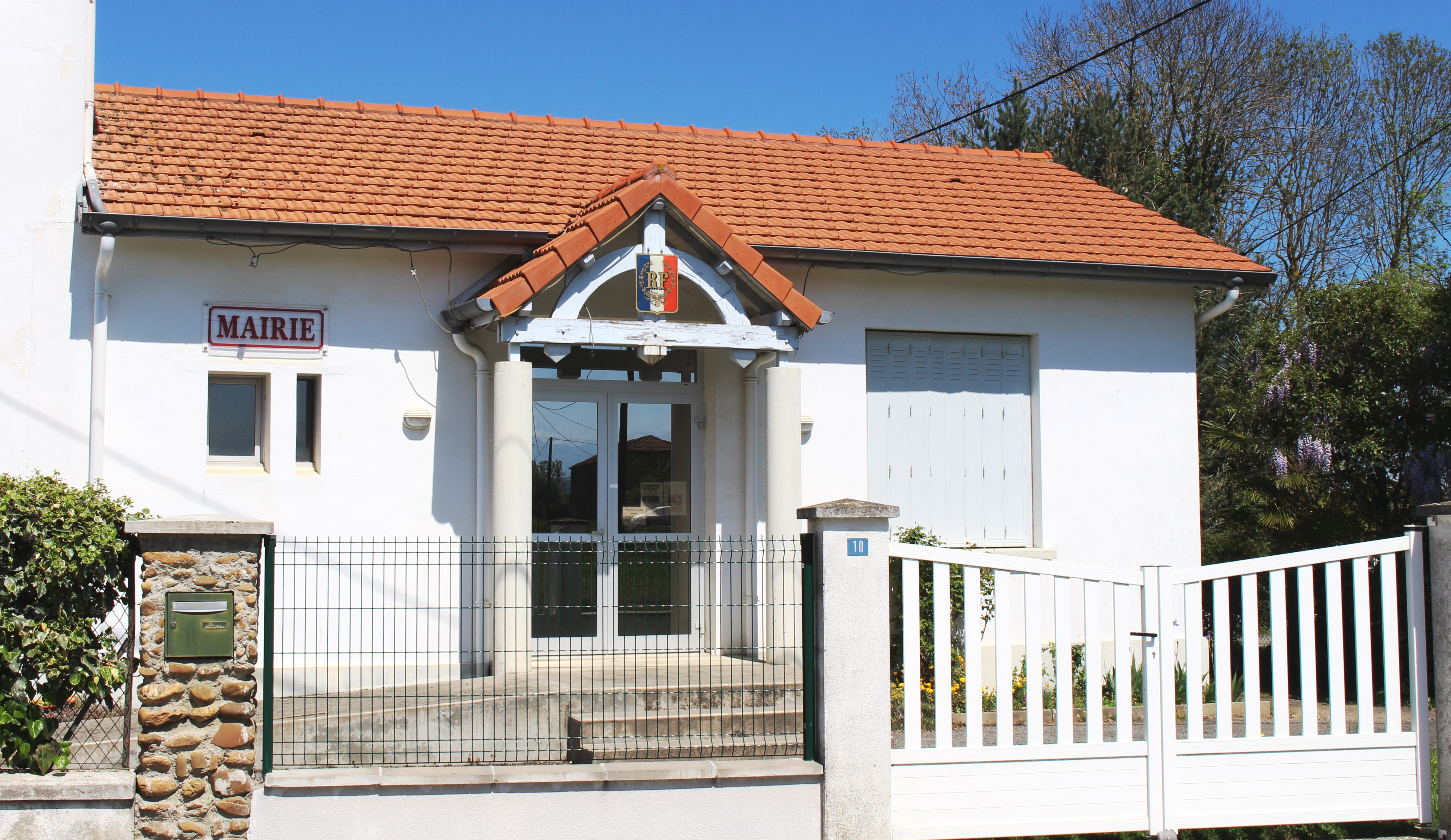
Mairie (Rathaus)

Nach Beginn der Aufzeichnungen stieg die Einwohnerzahl bis zur Mitte des 19. Jahrhunderts auf einen Höchststand von rund 250. In der Folgezeit sank die Größe der Gemeinde bei kurzen Erholungsphasen bis zu den 1960er Jahren auf den tiefsten Stand von rund 120 Einwohnern, bevor eine Wachstumsphase einsetzte.
| Jahr      | 1962 | 1968 | 1975 | 1982 | 1990 | 1999 | 2006 | 2011 | 2022 |
| --------- | ---- | ---- | ---- | ---- | ---- | ---- | ---- | ---- | ---- |
| Einwohner | 122  | 128  | 128  | 144  | 164  | 163  | 191  | 207  | 207  |

## Sehenswürdigkeiten
- Pfarrkirche Saint-Jean-Baptiste

## Wirtschaft und Infrastruktur
Lespouey liegt in den Zonen AOC der Schweinerasse Porc noir de Bigorre und des Schinkens Jambon noir de Bigorre.

### Verkehr
Lespouey wird von der Route départementale 5 durchquert.
Fernzüge der staatlichen SNCF und Züge einer Linie des TER Occitanie, einer Regionalbahn der SNCF, befahren die Strecke von Pau nach Toulouse, die das Gebiet der Gemeinde ohne Haltepunkt durchquert. Die nächsten Bahnhöfe befinden sich in Tarbes und Tournay.